# Karl Friedrich Canstatt
Karl Friedrich Canstatt (Ratisbona, 11 luglio 1807 – Erlangen, 10 marzo 1850) è stato un patologo e oculista tedesco.

## Biografia
Studiò presso l'Università di Vienna, seguita da studi sotto Johann Lukas Schönlein presso l'Università di Würzburg, nel 1831 ottenne il suo dottorato in medicina. L'anno seguente, andò a Parigi per studiare la colera. Lo studio di Canstatt sulla colera, pubblicato nel 1832, attirò l'attenzione del governo belga, che gli commissionò l'incarico di istituire e gestire un ospedale per la colera.
Rimase a Bruxelles fino al 1838, per poi tornare a Ratisbona per lavorare come oculista. Lo stesso anno fu nominato medico presso il tribunale provinciale di Ansbach, dove rimase fino al 1843. Dopo la morte di Adolph Henke (1843), fu professore di patologia all'Università di Erlangen. Nel 1846 fu colpito dalla tubercolosi, e quindi si trasferì, per motivi climatici, a Pisa. Successivamente ritornò ad Erlangen.

## Opere
- Die Cholera in Paris (1832).
- Über die Krankheiten der Choreida (1837).
- Die Krankheiten des Höheren Alters und Ihre Heilung (1839).
- Handbuch der Medicinischen Klinik (1841).[2]
- Die Specielle Pathologie und Therapie, etc. (1841–42).
- Klinische Rückblicke und Abhandlungen (1848).